# Dunajska mirovna pogodba (1866)
Dunajska mirovna pogodba je bila mirovni sporazum med Avstrijskim cesarstvom in Kraljevino Italijo, podpisana na Dunaju 3. oktobra 1866 in potrjena 12. oktobra 1866. Z njo so prenehale sovražnosti po Tretji vojni za neodvisnost Italije, ki je potekala skoraj sočasno s Avstrijsko-prusko vojno.
Mirovna pogodba je potrdila pogoje 12. avgusta 1866 sklenjenega premirja iz Cormonsa, ki je določal priključitev Benečije in večjega dela Furlanije k francoskemu cesarstvu, vendar z določilom, da naj se prebivalci na referendumu sami odločijo o državni ureditvi, ki ji želijo pripadati.
To je predstavljalo dokončno delitev kraljevine Lombardije–Benečije, ki je bila dotlej pod vladavino Habsburžanov, saj je bila polovica Lombardije v začetku leta 1859 že prepuščena kraljevini Sardiniji, v skladu z določili predhodnje Züriške pogodbe. Le-ta je namreč avstrijsko vlado prisilila k priznanju suverenosti nove Kraljevine Italije. Kljub zmagi avstrijske vojne mornarice  nad italijansko v Bitki pri Visu istega leta, je s porazom Avstrije v Avstrijsko-pruski vojni dunajska mirovna pogodba pomenila tudi dokončen zaton habsburške monarhije kot resnične velike sile. Pogodba je tudi nakazala vzpon Italije kot šeste velike sile v Evropi  in razkrila tudi njene kasnejše interese po uveljavitvi ter prevladi v vzhodnem Sredozemlju.